# Argynnini
Argynnini (antes subfamílias Argynninae, Issoriinae ou Yrameinae) é uma tribo de insetos da ordem Lepidoptera, família Nymphalidae e subfamília Heliconiinae, classificada por William John Swainson no ano de 1833 e que encontra o seu principal centro de espécies na região holoártica, com o gênero Yramea encontrado apenas na cordilheira dos Andes e regiões de clima temperado do sul da América do Sul e com o gênero Euptoieta ocupando a região neotropical; com uma espécie, Euptoieta claudia, chegando até o clima temperado da América do Norte. São borboletas popularmente denominadas, em inglês, Fritillaries.

## Características principais de borboletas Argynnini
As borboletas da tribo Argynnini são um grupo bastante uniforme, contendo espécies pequenas e médias. Os adultos, quase todos, possuem tons de cores predominantes em amarelo-amarronzado ou laranja; com um padrão de manchas e listras negras, no lado superior, e com algumas manchas brancas, de peroladas a prateadas, no lado de baixo, particularmente em suas asas traseiras.

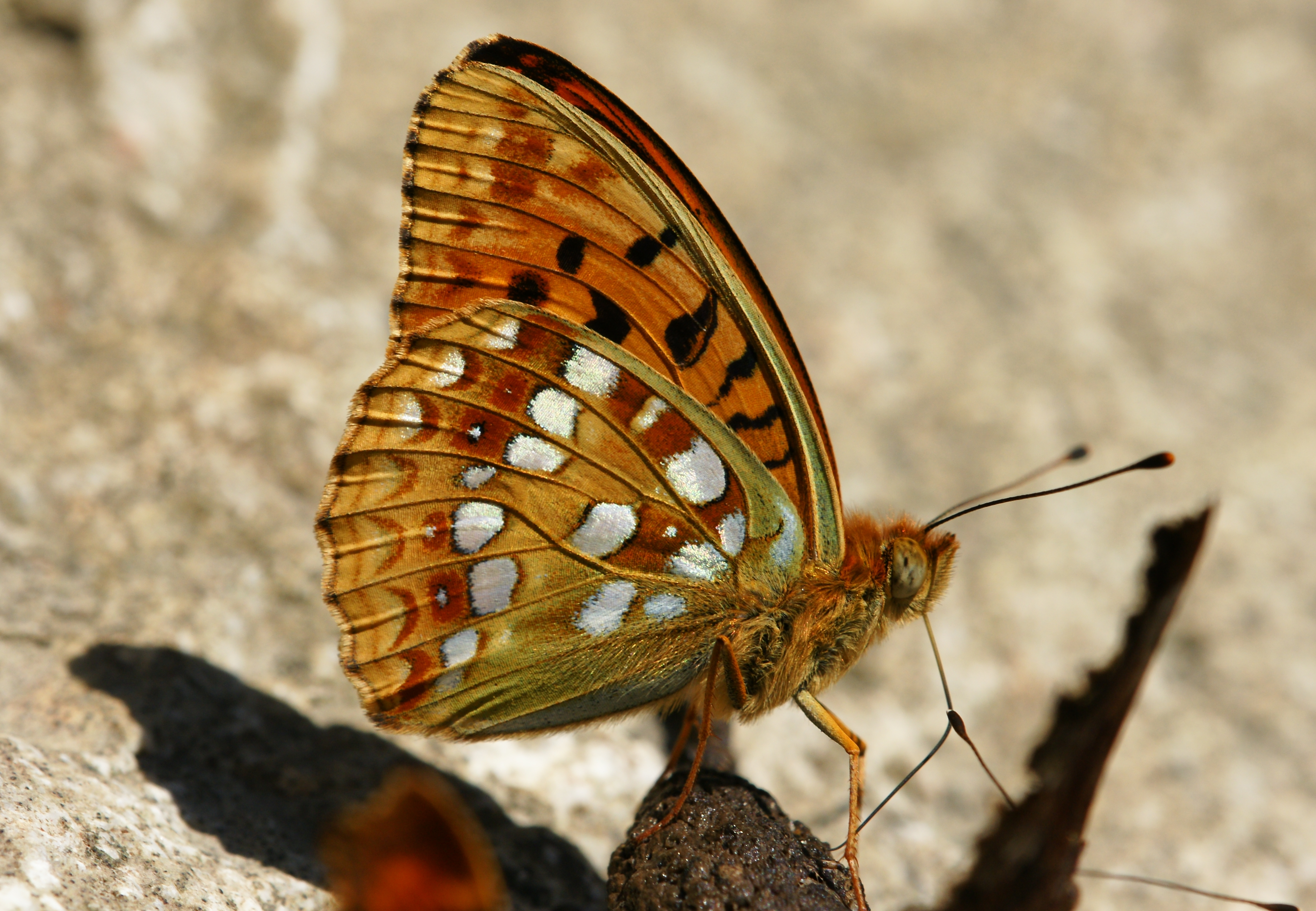
Vista inferior de uma borboleta Argynnini do gênero Argynnis.

## Gêneros de Argynnini e distribuição geográfica
De acordo com Markku Savela, TOLWEB.
- Argynnis Fabricius, 1807 - Velho Mundo.[1]
- Argyreus Scopoli, 1777 (espécie de gênero monotípico: Argyreus hyperbius) - Velho Mundo e Oceania.[1]
- Argyronome Hübner, [1819] - Velho Mundo.[1]
- Boloria Moore, 1900 - Velho e Novo Mundo.[1]
- Brenthis Hübner, [1819] - Velho Mundo.[1]
- Childrena Hemming, 1943 - Velho Mundo.[1]
- Clossiana Reuss, 1920 - Velho e Novo Mundo.[1]
- Damora Nordmann, 1851 (espécie de gênero monotípico: Damora sagana) - Velho Mundo.[1]
- Euptoieta Doubleday, [1848] - Novo Mundo.[1]
- Fabriciana Reuss, 1920 - Velho Mundo.[1]
- Issoria Hübner, [1819] - Velho e Novo Mundo.[1]
- Kuekenthaliella Reuss, 1921 - Velho Mundo.[1]
- Proclossiana Reuss, 1926 (espécie de gênero monotípico: Proclossiana eunomia) - Velho e Novo Mundo.[1]
- Speyeria Scudder, 1872 - Velho e Novo Mundo.[1]
- Yramea Reuss, 1920 - Novo Mundo.[3]

## Diferenciação entre espécies
Algumas borboletas neotropicais da tribo Heliconiini, como as espécies Dione moneta e Dione vanillae, podem ser confundidas com borboletas da tribo Argynnini.